# Аи-Аис-Рихтерсвелд
Трансграничный парк Аи-Аис-Рихтерсвелд — природный парк на границе Намибии и ЮАР, область сверхвысокого биологического разнообразия, начиная от маленьких суккулентов до гигантских алоэ, от африканских диких кошек до антилоп и к многим редким видам птиц, эндемичных для региона. Это — также одна из областей в Южной Африке, где ещё проживают группы кочевых пастухов. Парк создан в 2003 г. по договоренности между Намибией и ЮАР. Площадь 6045 км².
Природа местности приспособлена к засушливому климату. Многие виды сконцентрированы вблизи реки Оранжевой, в том числе более 50 видов млекопитающих и около 200 видов птиц.
Кости, найденные в Kokerboomkloof, позволяют утверждать, что некоторые из видов животных, которые сейчас существуют в регионе, например спрингбок, зебры и клипспрингер, жили здесь более 4 тыс. лет назад. Область также известна большим разнообразием ящериц и змей.